# Markus Ryffel
Markus Ryffel (Berna, Suiza, 5 de febrero de 1955) es un atleta suizo retirado, especializado en la prueba de 5000 m en la que llegó a ser subcampeón olímpico en 1984.

## Carrera deportiva
En los JJ. OO. de Los Ángeles 1984 ganó la medalla de plata en los 5000 metros, con un tiempo de 13:07.54 segundos, llegando a meta tras el marroquí Saïd Aouita que batió el récord olímpico con 13:05.59 segundos, y por delante del portugués António Leitão.